# توزیع هوا از مسیر زیر کف ساختمان
توزیع هوا از مسیر زیر کف ساختمان (UFAD)، یک استراتژی توزیع هوا برای تأمین تهویه فضا در ساختمان به عنوان بخشی از طراحی سیستم(HVAC) است.

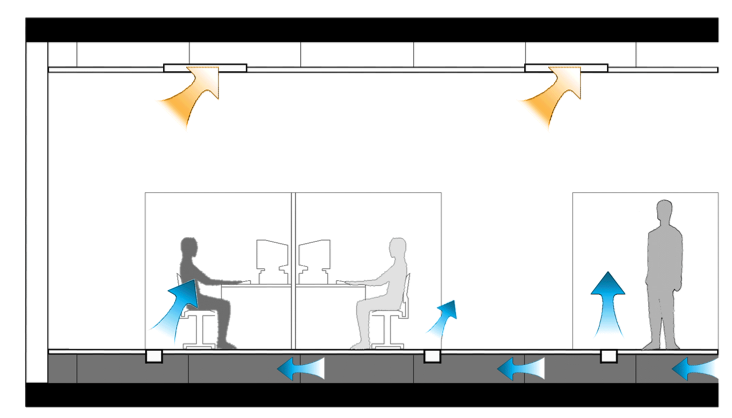
نمودار حرکت هوا در سیستم توزیع هوا زمین

سیستم‌های UFAD از یک فضای تأمین زیر کف، واقع در بین دال بتنی سازه و سیستم کف کاذب، برای تهویه هوا از افشانه‌های کف به ناحیه اشغال شده ساختمان استفاده می‌نمایند. لایه بندی حرارتی از مشخصات اینگونه سیستم‌ها است که نسبت به سیستم‌های هوایی سنتی (OH)، از لحاظ ترموستاتیکی بالاتر است. مشخصات بار سرمایش UFAD متفاوت از سیستم OH سنتی است که به علت تأثیر کف کاذب می‌باشد. سیستم UFAD دارای پیک بار سرمایشی بالاتر نسبت به OH است. این سیستم مزایای بسیاری نسبت به روش‌های سنتی دارا می‌باشد. این مزایا عبارتند از انعطاف‌پذیری طراحی، ارتقاء حرارت، ارتقاء راندمان و بازده سیستم تهویه، ارتقاء بازده انرژی در آب و هوای مناسب و کاهش هزینه‌های تعمیرات نگهداری. غالباً از UFAD در ساختمان‌های ادرای، مخصوصاً ساختمان‌هایی که در طول کاربری امکان تغییر پلان وجود دارد استفاده می‌گردد. UFAD برای انواع ساختمان‌ها از جمله ساختمان‌های تجاری، اموزشگاه‌ها، کلیسا، فرودگاه، موزه و کتابخانه و … مناسب است. ساختمان‌های مهمی که در آمریکای شمالی از این سیستم استفاده می‌نمایند شامل ساختمان نیویورک تایمز، بانک برج آمریکا و ساختمان فدرال سانفرانسیسکو هستند.
فاز ساخت سیستم‌های UFAD شامل آب بندی برای جلوگیری از نشت هوا بایستی بسیار دقیق انجام گیرد.

## شرح سیستم
سیستم UFAD بر اساس واحدهای مدیریت هوا برای فیلترسازی و تهویهٔ هوا هستند. درحالی‌که در سیستم هوایی معمولاً از داکت برای توزیع هوا استفاده می‌نمایند، سیستم‌های UFAD از فضا (Plenum) زیر کف که با نصب یک کف کاذب شکل می‌گیرد استفاده می‌نمایند. این Plenum معمولاً در ۴۶/۰× ۳/۰ متر بالای دال بتنی سازه است. به عنوان خروجی معمولاً از افشانه‌های کف استفاده می‌نمایند. رایج‌ترین آرایش این سیستم از یک واحد مدیریت هوای مرکزی از Plenum تا افشانه‌های کف تشکیل شده‌است. در روش‌های دیگری می‌توان از واحدهای ترمینال فن در خروجی‌ها، داکت‌های زیر کف، هواکش‌های دسکتاپ یا اتصالات برای سیستم‌های کنترل محیطی شخصی استفاده کرد.

## توزیع و لایه بندی هوا UFAD

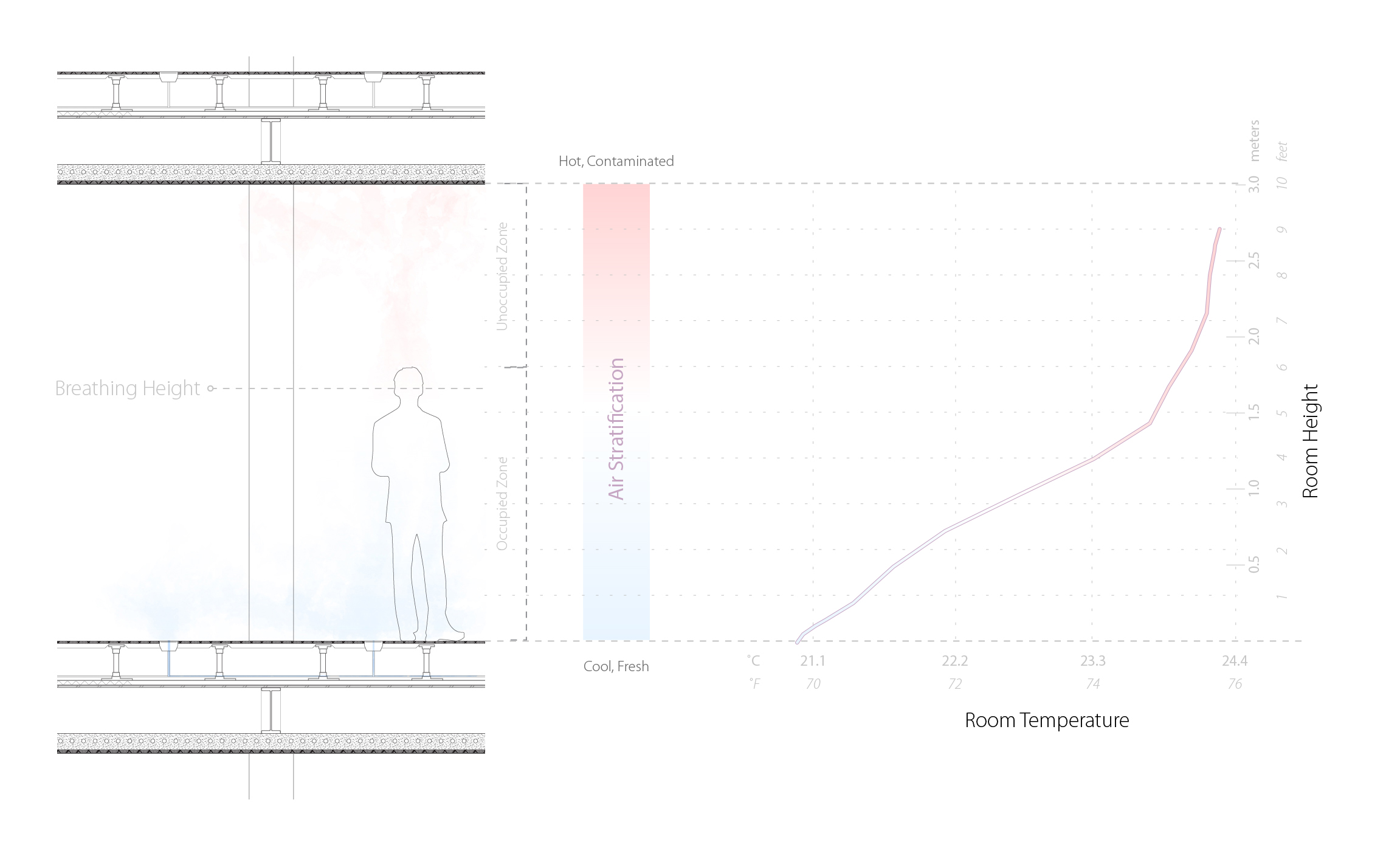

لایه بندی حرارتی نتیجه فرایند لایه بندی هوای داخلی مطابق با چگالی نسبی است. لایه هوایی، حاصل یک گرادیان عمودی با چگالی بالا است که در آن هوای سرد در زیر و هوای گرم در بالا قرار می‌گیرد. از آنجا که هوا طبیعتاً دارای حرکت همرفتی است، از لایه بندی بیشتر برای سیستم‌های سرمایشی استفاده می‌شود. در طراحی یک سیستم UFAD، هوای تهویه شده در بخش پایین اتاق باقی می‌ماند، در حالی که منابع حرارتی مثل ساکنان و تجهیزات، فضای حرارتی را ایجاد می‌نماید که آلاینده‌ها را به سمت سقف برده و از آنجا به هوای بیرون هدایت می‌نماید.
لایه بندی دمای ایجاد شده در این سیستم دارای تنظیمات فضایی نیز می‌باشد. اکثر بدن ساکنان سردتر از دما در ارتفاع ترموستات است، بنابراین این دستورالعمل پیش نهاد می‌نماید که نقطه تنظیم ترموستات بیش از سیستم‌های سنتی تنظیم گردد. استراتژی تهویهٔ خروجی‌ها را کنترل می‌نماید تا ترکیب هوای عرضه شده و هوای اتاق کمتر از ارتفاع تنفس در فضا باشد. در بالای این ارتفاع، لایه بندی و هوای آلوده وجود دارد، هوایی که ساکنان تنفس می‌نمایند دارای آلاینده‌های کمتری نسبت به سیستم‌های سنتی است. راندمان تهویه سیستم‌های UFAD به عوامل متعددی چون ارتفاع سقف، مشخصات افشانه‌ها، تعداد افشانه‌ها، دمای هوای عرضه شده، دبی هوای کلی، بار سرمایشی و حالت تهویه بستگی دارد. نشان داده شده‌است که افشانه‌های چرخشی و سطح روزنه دار باعث کمتر شدن سرعت هوا در ناحیه اشغال شده می‌شوند، در حالی که افشانه‌های خطی سرعت بیشتری را حاصل می‌نمایند که می‌تواند باعث اختلال سیستم شود. علاوه بر این، افشانه‌های کف یک المان، کنترل شخصی اضافه می‌نمایند و کاربران می‌تواند میزان هوایی که افشانه تحویل می‌دهد را از طریق چرخاندن بخش بالای افشانه تنظیم نمایند.

## مشخصات کاربردی

### بار سرمایشی UFAD

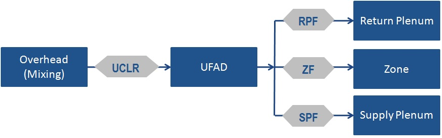

پروفایل‌های بار سرمایشی برای سیستم‌های UFAD متفاوت از سیستم‌های هوایی هستند، این اساساً به‌علت اثر ذخیره حرارت پنل‌های کف کاذب سبکتر نسبت به دال کف سازه‌ای است. حضور بیشتر کف کاذب، توانایی دبی ذخیرهٔ حرارتی دال‌ها (Slabs) را کاهش می‌دهد؛ بنابراین پیک سرمایشی این سیستم‌ها نسبت به سیستم‌های سنتی بیشتر است. در سیستم OH، مخصوصاً در نواحی جانبی، بخشی از انرژی حرارتی خورشیدی در طول روز در دال کف ذخیره می‌شود و در زمان شب هنگامی که سیستم خاموش است آزاد می‌شود. در یک سیستم UFAD، با حضور کف‌های کاذب، این حرارت به یک ماده سبک‌تر منتقل می‌شود و باعث بالا رفتن پیک سرمایشی می‌شود.
یک مدلسازی بر اساس شبیه‌سازی‌های انرژی پلاس نشان داده است که سیستم UFAD عموماً دارای پیک سرمایشی، ۱۹٪ بیشتر از سیستم هوایی است و ۲۲ و ۳۷ درصد از مجموعه بار سرمایشی UFAD به Plenum در محیط پیرامون و داخل می‌رود.
مرکز محیط زیست ساختمان یک شاخص جدید نسبت بار سرمایشی برای UFAD به نام UCLR توسعه داده است که به صورت پیک بار سرمایشی محاسبه شده برای UFAD نسبت به بار پیک سرمایشی محاسبه شده برای یک سیستم ترکیبی خوب. با این شاخص می‌توان بار سرمایشی UFAD برای هر ناحیه را محاسبه کرد. UCLR تحت تأثیر عواملی چون نوع ناحیه، سطح کف و جهت ناحیه است. کسر پلنیوم عرضه (SPF) کسر ناحیه (ZF) و کسر پلنیوم بازگشتی (RPF) نیز به صورت مشابه برای محاسبه بار سرمایشی پلنیوم عرضه، ناحیه و پلنیوم بازگشتی تعریف شده‌اند.

### ابزار طراحی UFAD برای جریان هوا در ناحیه
دو ابزار طراحی برای تعیین ملزومات دبی هوا در سیستم UFAD وجود دارد:
یکی در دانشگاه Purdue در پروژهٔ پژوهشی ASHRAE توسعه یافته‌است (RP-1522) دیگری در مرکز محیط زیست ساختمان (CBE) در دانشگاه Berkeley کالیفرنیا.

(RP-1522) یک ابزار ساده‌سازی شده توسعه داده است که تفاوت دمایی عمودی میان سر و قوزک پای ساکنان، دبی هوا برای ناحیه Plenum، تعداد افشانه‌ها و راندمان توزیع هوا را پیش‌بینی می‌نماید. در این ابزار کاربران باید ناحیه سرمایشی و کسر بار سرمایشی Plenum زیر کف را مشخص نمایند. همچنین کاربران باید دمای هوای عرضه شده در افشانه یا در داکت را با نسبت دبی Plenum به دبی عرصه ناحیه‌ای وارد نمایند. این ابزار به کاربران امکان می‌دهد تا از ۳نوع افشانه موجود یکی را انتخاب نموده و برای ۷ نوع ساختمان کاربری دارد: اداری، آموزشی، کارگاهی، رستوران، مغازه‌های کوچک، اتاق کنفرانس و تالارهای سخنرانی.

### افزایش دمای هوای Plenum

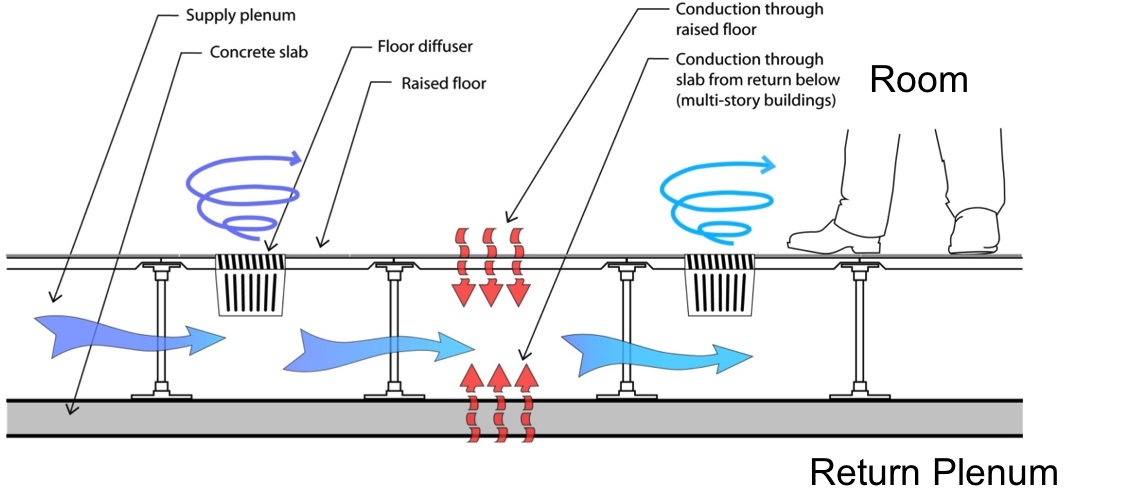
مسیرهای انتقال حرارت در سیستم UFAD

افزایش دمای عرضه Plenum شامل افزایش هوای تهویه شده بر اثر انتقال گرمای همرفتی در Plenum عرصهٔ زیر کف از ورودی به افشانه‌های کف است. این پدیده را همچنین تجزیه حرارتی یا نزول حرارتی نیز می‌نمایند. افزایش دمای هوای Plenum باعث تماس هوای سرمایشی عرضه شده با دال‌های بتنی و کف کاذب می‌شود.
بر اساس یک مطالعه مدلسازی افزایش دمای هوا می‌تواند بسیار قابل ملاحظه (۵ درجه سانتیگراد یا ۹ درجه فارنهایت) باشد. در همین مطالعه یافته شده‌است که افزایش دمای هوا در فصل تابستان بیش از فصل زمستان است و این افزایش دما به نوع شرایط آب و هوایی نیز وابسته است. طبقه همکف با یک دال بر روی grade افزایش دمای کمتری نسبت به طبقه‌های میانی و بالایی دارد و افزایش دمای هوای عرضه شده باعث کاهش افزایش دما می‌شود. افزایش دمای زیاد، تحت تأثیر جهت ناحیهٔ جانبی، افزایش حرارتی داخلی و نسبت پنجره به دیوار قرار نمی‌گیرد. افزایش دمای هوای Plenum عرضه پتانسیل پایداری و صرفه جویی در انرژی سیستم‌های UFAD را نشان می‌دهد. در این پژوهش نشان می‌دهیم که عملکرد حرارتی و انرژیتیکی بر اثر کاربرد سیستم‌های UFAD به علت کاربرد انتقال هوا به محیط پیرامون ارتقاء می‌یابد.
منتقدان این نوع سیستم‌ها اعتقاد دارند که انتقال هوا در زیر کف باعث می‌شود که مزایای یک فضای Plenum کم فشار از بین برود و همچنین بر پیچیدگی‌های طراحی و نصب می‌افزاید، به‌علت نصب داکت‌ها بین ستون و کاشی کف.

### نشت هوا در UFAD Plenum
وجود نشتی در سیستم UFAD از دلایل عمدهٔ ناکارآمدی این سیستم است. دو نوع نشتی وجود دارد: نشتی در فضا و نشتی در مسیرهای عبوری. گروه اول نشتی‌ها باعث از دست رفتن انرژی نمی‌شود، چرا که هوا به ناحیه‌ای که قرار است سرد کند می‌رود.
گروه دوم نشتی‌های باعث اضافه شدن انرژی فن برای حفظ فشار ثابت در Plenum و افزایش مصرف انرژی فن می‌شود؛ بنابراین در هنگام ساخت این سیستم‌ها، آب بندی صحیح از اهمیت بالایی برخوردار است.

### UFAD و انرژی
ارزیابی انرژی سیستم‌های UFAD هنوز به صورت یک چالش است که پژوهش‌های عمرانی و مکانیکی بسیاری تا کنون بر روی آن انجام شده‌است. طرفداران UFAD، فشار فن کمتر لازم برای تهویه هوا در Plenum نسبت به داکت‌های سنتی را از مزایای این سیستم می‌دانند. فشار نمونهٔ Plenum برابر با ۲۵ پاسکال یا کمتر است.
ارتقاء راندمان سیستم سرمایشی، ذخیره انرژی و دمای عرضه بالاتر باعث طولانی‌تر شدن عمر اینگونه سیستم‌ها می‌شود. با این حال این تا حد زیادی به نوع شرایط آب و هوایی وابسته است و برای جلوگیری از چگالش بایستی رطوبت را به درستی کنترل کرد. در نقطه مقابل منتقدان این سیستم‌ها به فقدان آزمایش‌ها و پژوهشهای جامع در خصوص تأثیر شرایط آب و هوایی، طراحی سیستم و سهولت حرارتی و کیفیت هوا اشاره می‌نمایند. محدودیت ابزارهای بهینه‌سازی، استانداردهای طراحی و کمی تعدد پروژه‌هایی که از این سیستم استفاده می‌نمایند از مشکلات دیگر است.

## کاربردها
این نوع سیستم‌ها در ساختمان‌های اداری خصوصاً در آن‌هایی که امکان تغییر کاربری با گذشت زمان وجود دارد، به صورت وسیعی کاربرد دارند. UFAD همچنین در مراکز فرماندهی، مراکز داده‌های فناوری اطلاعات، اتاق سرور که دارای بار سرمایشی بزرگ حاصل از تجهیزات الکترونیکی و کابل‌های دیتا هستند رایج است. راهنمای طراحی ASHRAE نشان می‌دهد که هر ساختمانی که داری یک کف کاذب برای توزیع کابل است می‌تواند از UFAD استفاده نماید.
در زمان کاربرد سیستم‌های UFAD در آزمایشگاه‌ها باید ملاحظات فضایی را به دقت مورد توجه قرار داد چرا که امکان انتقال مواد شیمیایی به Plenum و برهم خوردن فشار ایده‌آل فضا وجود دارد. کاربرد UFAD برای برخی از تأسیسات و فضاهای خاصی مثل ساختمان‌های غیر مسکونی کوچک، فضاهای مرطوب مثل استراحت گاه‌ها و استخرها، آشپزخانه و سالن‌های ورزشی توصیه نمی‌شود. از این سیستم همچنین می‌توان به صورت ترکیبی با دیگر سیستم‌های HVAC مثل تهویهٔ همرفتی، سیستم توزیع هوایی، سقف شیب دار یا تیر سرد برای تحقق عملکرد بهتر استفاده کرد.

## قیاس UFAD با دیگر سیستم توزیع

### هوایی (ترکیبی)
سیستم‌های ترکیبی هوایی متداول معمولاً داکت‌های هواساز و بازگشت هوا را در سطح سقف قرار می‌دهند. تأمین هوا با سرعت بالاتر از حد مجاز برای راحتی انسان است و دمای هوا بسته به بار سرمایشی- گرمایشی متفاوت است. فواره‌های هوای متلاطم، سریع هوای عرضه شده را با هوای اتاق ترکیب می‌نمایند. یک UFAD مهندسی ساز مناسب دارای مزایای متعددی چون انعطاف‌پذیری طراحی، ارتقاء سهولت حرارتی و کیفیت هوای داخلی و راندمان انرژی در آب و هوای مناسب و کاهش هزینه‌های تعمیر و نگهداری نسبت به سیستم‌های سنتی است.

### تهویه همرفتی
سیستم‌های DV دارای اصول یکسان با سیستم‌های UFAD هستند. سیستم‌های DV هوای سرد را به فضای تهویه مطبوع شده در نزدیکی سطح کف رسانده و مسیر برگشت از سقف است. این با بهره‌برداری از خاصیت طبیعی هوای گرم و حرارت تولید شده با منابع حرارتی محقق می‌شود. در UFAD ترکیب با هوای ناحیهٔ مورد نظر بیشتر است. تفاوت عمدهٔ این دو روش در این است که در UFAD عرضه هوا از طریق خروجی‌های کوچکتر با سرعت بیشتری نسبت به DV انجام می‌شود و خروجی‌های عرضهٔ هوا را معمولاً ساکنان ساختمان کنترل می‌نمایند.